# Alekere
Alekere − wieś w Estonii, w prowincji Virumaa Wschodnia, w gminie Avinurme.